# Lytorhynchus maynardi
Espèce
Statut de conservation UICN

 LC  : Préoccupation mineure
Lytorhynchus maynardi est une espèce de serpent de la famille des Colubridae.

## Répartition
Cette espèce se rencontre en Afghanistan, en Iran et au Pakistan.

## Description
Dans leur description les auteurs indiquent que le plus grand spécimen en leur possession mesure au moins 38 cm dont 7 cm pour la queue.

## Étymologie
Son nom d'espèce, maynardi, lui a été donné en l'honneur du Dr. F.P. Maynard.

## Publication originale
- Alcock & Finn, 1897 "1896" : An account of the Reptilia collected by Dr. F.P. Maynard, Captain A.H. McMahon, C.I.E., and the members of the Afghan-Baluch Boundary Commission of 1896. Journal of the Asiatic Society of Bengal, vol. 65, p. 550-566 (texte intégral).